# Боровое (Орловская область)
Боровое — село в составе Болховского района Орловской области, входит в Боровское сельское поселение.

## География
Село расположено в центральной части Среднерусской возвышенности в лесостепной зоне, на севере Орловской области и находится на берегу реки Орс. Уличная сеть представлена двумя объектами: Лесная улица и Садовая улица.

### Географическое положение
- в 3 км. — административный центр поселения деревня Козюлькина, в 12 км — административный центр района[3]
- в 10 километрах от районного центра — города Болхов, в 56 километрах от областного центра — города Орёл и в 281 километре от столицы — Москвы.

### Климат
Близок к умеренно-холодному, количество осадков является значительным, с осадками даже в засушливый месяц. Среднегодовая норма осадков — 627 мм. Среднегодовая температура воздуха в Болховском районе — 5,1 °C.

## Население
| 2010 |
| ---- |
| 9    |

национальный и возрастной состав
Проживают (на 2017—2018 гг.) 13 жителей в четырёх домах: до 7 лет — нет, от 7 до 18 лет — 3 чел., от 18 до 30 лет — 2 чел., от 30 до 50 лет — 3 чел., от 50 до 60 лет — 3 чел., свыше 60 лет — 2 чел..
По данным Всероссийской переписи населения 2010 года проживало 9 человек (5 мужчин , 4 женщины, 55,6 и 44,4 %% соответственно.
Согласно результатам переписи 2002 года, в национальной структуре населения русские составляли 100 % из общей численности населения в 23 жителя

## Транспорт
Просёлочные дороги.